# François Fick

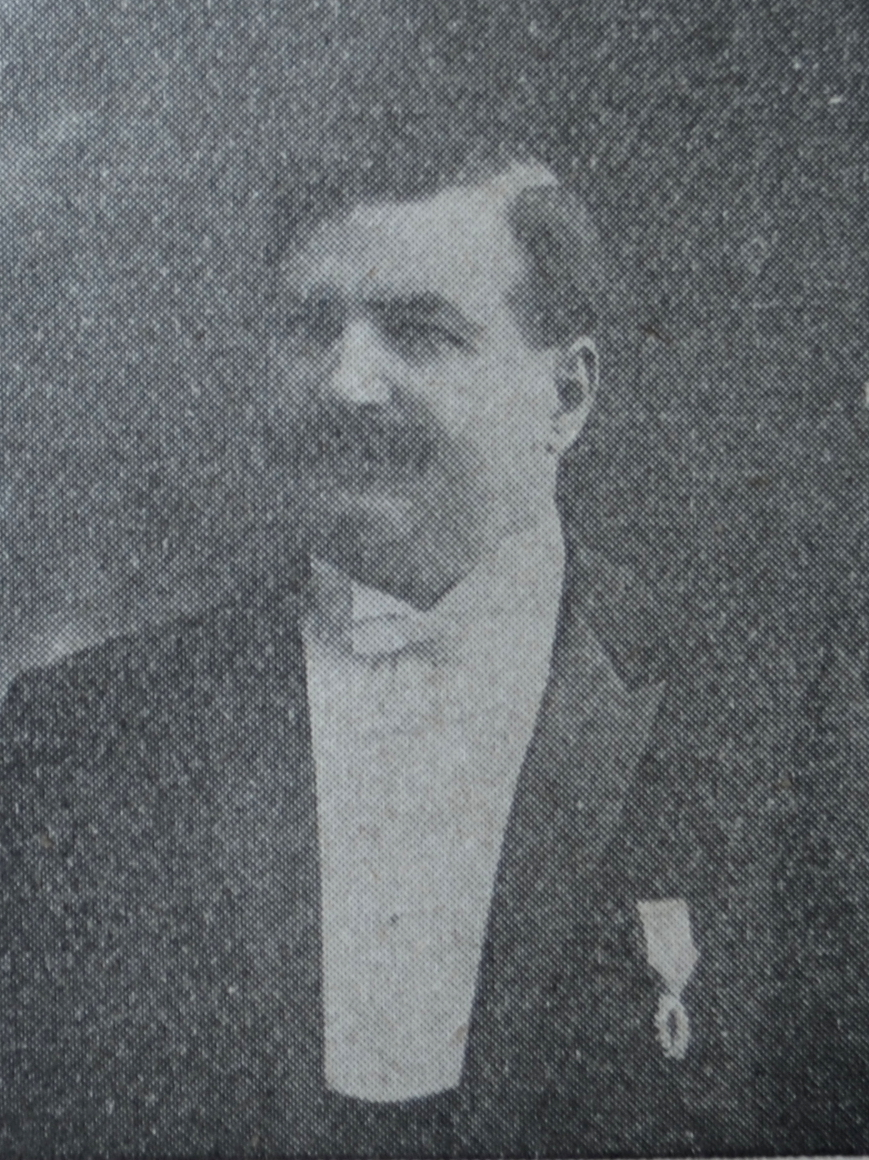
Franz Fick, 1911

François Fick (* 9. Februar 1862 in Kattenhofen; †  29. September 1922 in Châtel-Saint-Germain) war Großkaufmann und Mitglied der zweiten Kammer des Landtags des Reichslandes Elsaß-Lothringen für den Lothringer Block.
François Fick, der katholischer Konfession war, besuchte die Elementarschule und kaufmännische Schulen. Er arbeitete als Großkaufmann. 6 Jahre lang gehörte er dem Gemeinderat von Deutsch-Oth an, sechs Jahre war er dort Beigeordneter und ab 1901 Bürgermeister. Ab 1906 war er Mitglied des Landwirtschaftsrates und ab 1905 des Bezirkstages. 1907 bis 1911 gehörte er dem Landesausschuss an.
Bei der ersten (und einzigen) Wahl zum Landtag trat er im Wahlkreis Fentsch-Algringen als Kandidat des Lothringer Blocks an. Im Ersten Wahlgang wurden im Wahlkreis von den 5.412 Stimmberechtigten 4.586 Stimmen abgegeben. Auf Fick entfielen 2.513, auf den unabhängigen Kandidaten Frey 1.425 und den Sozialdemokraten Forster 624 Stimmen. François Fick gehörte dem Landtag bis 1918 an.